# Światowy Dzień Ubogich
Światowy Dzień Ubogich – w Kościele katolickim obchodzony jest w XXXIII Niedzielę Zwykłą, wypada pomiędzy 13 a 19 listopada. Został ustanowiony w listopadzie 2016 roku przez papieża Franciszka w Liście Apostolskim Misericordia et Misera, napisanym na zakończenie Nadzwyczajnego Jubileuszowego Roku Miłosierdzia.

## Historia i wymiar
Po raz pierwszy obchodzono ten Dzień 19 listopada 2017 roku, pod hasłem „Nie miłujmy słowem, ale czynem”. W swoim przesłaniu na ten dzień Papież Franciszek podkreślał m.in., że "Ojcze nasz" to modlitwa ubogich. Organizowano w tym dniu uroczyste msze święte i liczne akcje pomocy (np. bezpłatne posiłki lub pomoc medyczną) dla osób bezdomnych itp., zarówno w Watykanie, jak i w innych krajach. W Indiach np. arcybiskup Bombaju, kardynał Oswald Gracias, uruchomił projekt Actively Called to Serve (ACTS), który polegał na przekazaniu do każdej parafii torebek papierowych, aby parafianie mogli ofiarować żywność (produkty zbożowe, cukier itp) oraz przybory toaletowe dla ubogich. Zauważył, że "Nasz Pan dał nam uderzający przykład prostoty i ubóstwa w Jego własnym życiu. Nauczał swoich uczniów, aby cenili ubóstwo".
W niektórych miastach dzień ten był poprzedzony Tygodniem Ubogich, podczas którego prowadzono modlitwy w intencji osób potrzebujących i organizowano różne inicjatywy. W Krakowie ubodzy mogli np. skorzystać z usług kosmetyczki i fryzjera lub wziąć udział w warsztatach kulinarnych, teatralnych albo muzycznych. W Poznaniu zorganizowano m.in. pokazy filmowe oraz spotkania w ośrodkach dla osób ubogich lub bezdomnych, a w „Autobusie pomocy” potrzebujący mogli otrzymać ciepły posiłek, pomoc materialną, skorzystać z pomocy pielęgniarki itp. (autobus ma kursować przez całą zimę).  Arcybiskup Vancouver, J. Michael Miller, zainicjował 4-dniową e-mailową kampanię modlitewną w intencji potrzebujących i zachęcał do rozmów z bezdomnymi, ofiarowania odzieży, pomocy w jadłodajniach i organizacjach charytatywnych, odwiedzania chorych i więźniów w zakładach karnych, pocieszania pogrążonych w żałobie, oraz jałmużny.

## Tematy Światowych Dni Ubogich
- I Światowy Dzień Ubogich, 19 listopada 2017: „Nie miłujmy słowem, ale czynem” (1J 3, 18)
- II Światowy Dzień Ubogich, 18 listopada 2018: „Biedak zawołał, a Pan go usłyszał” (Ps 34,7)
- III Światowy Dzień Ubogich, 17 listopada 2019: „Ufność nieszczęśliwych nigdy ich nie zawiedzie” (Ps 9,19)
- IV Światowy Dzień Ubogich, 15 listopada 2020: „Wyciągnij rękę do ubogiego” (Syr 7, 32)
- V Światowy Dzień Ubogich, 14 listopada 2021: „Ubogich zawsze macie u siebie” (Mk 14, 7)